# Pałecznica grubonasadowa
Pałecznica grubonasadowa (Typhula phacorrhiza (Reichard) Fr.) – gatunek grzybów z rodziny pałecznicowatych (Typhulaceae).

## Systematyka i nazewnictwo
Pozycja w klasyfikacji według Index Fungorum: Typhula, Typhulaceae, Agaricales, Agaricomycetidae, Agaricomycetes, Agaricomycotina, Basidiomycota, Fungi.
Po raz pierwszy takson ten zdiagnozował w 1780 roku Johann Jacob Reichard nadając mu nazwę Clavaria phacorrhiza. Obecną, uznaną przez Index Fungorum nazwę nadał mu Elias Fries w 1818 r.
Synonimy:
- Clavaria phacorrhiza Reichard 1780
- Clavaria phacorrhiza var. epiphylla Alb. & Schwein. 1805
- Sclerotium complanatum Tode 1790
- Sclerotium scutellatum Alb. & Schwein. 1805
- Typhula complanata (Tode) de Bary 1884
- Typhula phacorrhiza var. complanata (Tode) Sacc. 1889
- Typhula phacorrhiza var. heterogenea Berthier 1976

Nazwę polską podał Stanisław Chełchowski w 1898 r. Franciszek Błoński w 1896 r. opisywał ten gatunek pod nazwą macnik grubonasadowy. 

## Morfologia
Owocnik
O wysokości 4–12 cm, o kształcie od cylindrycznego do nitkowatego ze słabo oddzielonym, krótkim trzonem. Początkowo  o barwie od żółtobrązowej do czerwonobrązowej, potem (w dojrzałym stanie) białawy. Owocnik wyrasta z dyskowatego, żółtobrązowe go i przyrośniętego do podłoża sklerocjum o wymiarach 2–3 × 0,5 mm. Owocnik jest lekko włochaty. 
Budowa mikroskopowa: 
Wysyp zarodników biały. Zarodniki 12–16 × 4,5–5,5 µm, cylindryczne lub elipsoidalne, nieamyloidalne. W strzępkach obecne sprzążki.

## Występowanie i siedlisko
Znane jest występowanie pałecznicy grubonasadowej w Europie, Ameryce Północnej, w Rosji, Maroku i Indiach. W zestawieniu wielkoowocnikowych grzybów podstawkowych Polski Władysław Wojewoda przytoczył liczne stanowiska tego gatunku z uwagą,  że jego rozprzestrzenienie i stopień zagrożenia nie są znane. W internetowym atlasie grzybów podane są nowe stanowiska tego gatunku. Zaliczony on tu jest do gatunków rzadkich i wartych objęcia ochroną.
Występuje na polanach, polach i leśnych drogach, gdzie rośnie na próchniejących gałęziach drzew liściastych, ich opadłych liściach i martwych łodygach traw i innych roślin. Owocniki pojawiają się najczęściej od sierpnia do listopada.